# Eddie George
Edward Nathan „Eddie“ George Jr. (* 24. September 1973 in Philadelphia, Pennsylvania) ist ein ehemaliger US-amerikanischer American-Football-Spieler auf der Position des Runningbacks. Er spielte bei den Houston Oilers (später Tennesse Titans) und den Dallas Cowboys in der National Football League (NFL).

## College
George spielte College Football für die Ohio State Buckeyes, wo er in seinem letzten Jahr (1995) als Senior, mit 1927 Yards und 24 Touchdowns, einen neuen Rekord für die Ohio State University erlief. Er fing in diesem Jahr 44 Pässe für weitere 399 Yards und einen weiteren Touchdown. Ohio State beendete die Saison mit einer Bilanz von zehn Siegen und zwei Niederlagen und Eddie George gewann die Heisman Trophy mit dem bis dahin knappsten Ergebnis aller Wahlen vor Tommie Frazier, dem Quarterback der University of Nebraska.

## NFL

### Houston Oilers / Tennessee Titans
Nach der Saison wurde George im NFL Draft 1995 von den Houston Oilers in der ersten Runde als 14. Spieler ausgewählt. In seinem ersten Jahr lief er 1.368 Yards, erzielte dabei acht Touchdowns und gewann am Ende der Saison den NFL Rookie of the Year Award.
In der Saison 1999 zog er mit seinem, zwischenzeitlich nach Tennessee umgezogenen und in Titans umbenannten, Team in den Super Bowl XXXIV ein, den sie gegen die St. Louis Rams mit 16:23 verloren. Von der Saison 1997 bis zur Saison 2000 wurde George viermal in Folge in den Pro Bowl gewählt. Er spielte seit seinem Draft bis zum Ende der Saison 2003 in jedem Spiel der Regular Season für die Oilers/Titans. Er lief in jeder Saison, außer 2001 (939), mehr als 1000 Yards.

### Dallas Cowboys
George unterschrieb am 23. Juli 2004 einen Vertrag bei den Dallas Cowboys, nachdem ihn die Titans zwei Tage zuvor entlassen hatten. Für die Cowboys absolvierte er nur noch acht Spiele als Starter, ehe er nach seiner einzigen Saison für die Cowboys seine aktive Karriere beendete. Für die Cowboys erlief er nur 432 Yards und vier Touchdowns.
In seiner NFL-Karriere lief George für 10.441 Yards, fing 268 Pässe für weitere 2.227 Yards und erzielte 78 Touchdowns (68 erlaufene und zehn nach gefangenen Pässen).

## Ehrungen
Am 16. Mai 2011 wurde Eddie Georges Aufnahme in die College Football Hall of Fame bekannt gegeben. Seine Trikotnummer #27 wurde am 15. September 2019 im Spiel gegen die Indianapolis Colts während der Halbzeitshow zurückgezogen und kann von keinem anderen Spieler mehr benutzt werden.